# Eva Maria Rogner
Eva Maria Rogner (auch Eva-Maria Rogner, bürgerlich Eva Maria Umschaden-Rogner, * 31. Mai 1928 in Zürich; † 29. Mai 2022 in Oberengstringen) war eine Schweizer Opernsängerin der Stimmlage Sopran.

## Leben und Werk
Ihre erste musikalische Ausbildung erhielt sie von ihrem Vater, dem Musikpädagogen und Dirigenten Hans Rogner. Später studierte sie Gesang bei Sylvia Gähwiller in Zürich, bei dem Waldorfpädagogen, Dirigenten und Gesangslehrer Karl Gerbert (1896–1986) in Tübingen, bei Mara Pringsheim in München und von 1962 bis 1965 in Freiburg im Breisgau bei Margarethe von Winterfeldt. Am Zürcher Konservatorium absolvierte sie ein Studium in den Fächern Gesang, Violine und Klavier.
Von 1957 bis 1959 hatte sie Engagements beim Stadttheater Luzern, von 1957 bis 1960 am Stadttheater Zürich (heute Opernhaus Zürich), von 1958 bis 1967 als ständiger Gast an der Hamburgischen Staatsoper. An der Staatsoper Wien trat sie von 1960 bis 1965 als Königin der Nacht in der Zauberflöte, als Fiakermilli in Arabella und als Zerbinetta in Ariadne auf Naxos, an der Volksoper Wien unter anderem als Madeleine in Adolphe Adams Le postillon de Lonjumeau auf. Eva Maria Rogner trat ausserhalb des deutschsprachigen Bereichs an internationalen Opernhäusern auf. Sie sang beispielsweise am Grand Théâtre in Genf (unter anderem 1968 die Italienerin in Gian Carlo Menottis The Consul, Regie: G.C. Menotti, musikalische Leitung: Jean-Marie Auberson), an der Covent Garden Opera in London (1959 Königin der Nacht), am Teatro dell’Opera di Roma und an der Opéra du Rhin Strassburg (Königin der Nacht). Von 1960 bis 1968 gehörte sie der Bayerischen Staatsoper in München an. Sie beschränkte danach ihr Wirken auf Gastspiele und Konzerte und beendete ihre Karriere 1970 aus familiär-persönlichen Gründen. Ihr kam auch grosse Bedeutung als Konzertsängerin zu. Sie spielte mehrere Tonträger ein.
Besonders als lyrische Koloratursopranistin feierte Eva Maria Rogner grosse Erfolge. Sie sang unter anderem die Norina in Gaetano Donizettis Don Pasquale und die Lucia in dessen Lucia di Lammermoor sowie die Baronin Freimann in Albert Lortzings Der Wildschütz. Auf Basis ihrer absoluten Intonationssicherheit wirkte sie bei zahlreichen Ur- und Erstaufführungen unter anderem bei Werken von Pierre Boulez, Luigi Dallapiccola, Hans Werner Henze, Krzysztof Penderecki und Bernd Alois Zimmermann mit. Eva Maria Rogner war „In ihrer relativ kurzen Karriere […] unglaublich aktiv, wurde oft für Konzerte engagiert, widmete sich immer wieder auch zeitgenössischer Musik und absolvierte zahlreiche Gastspiele an bedeutenden Bühnen.“